# セバスチャン・ミカエリス

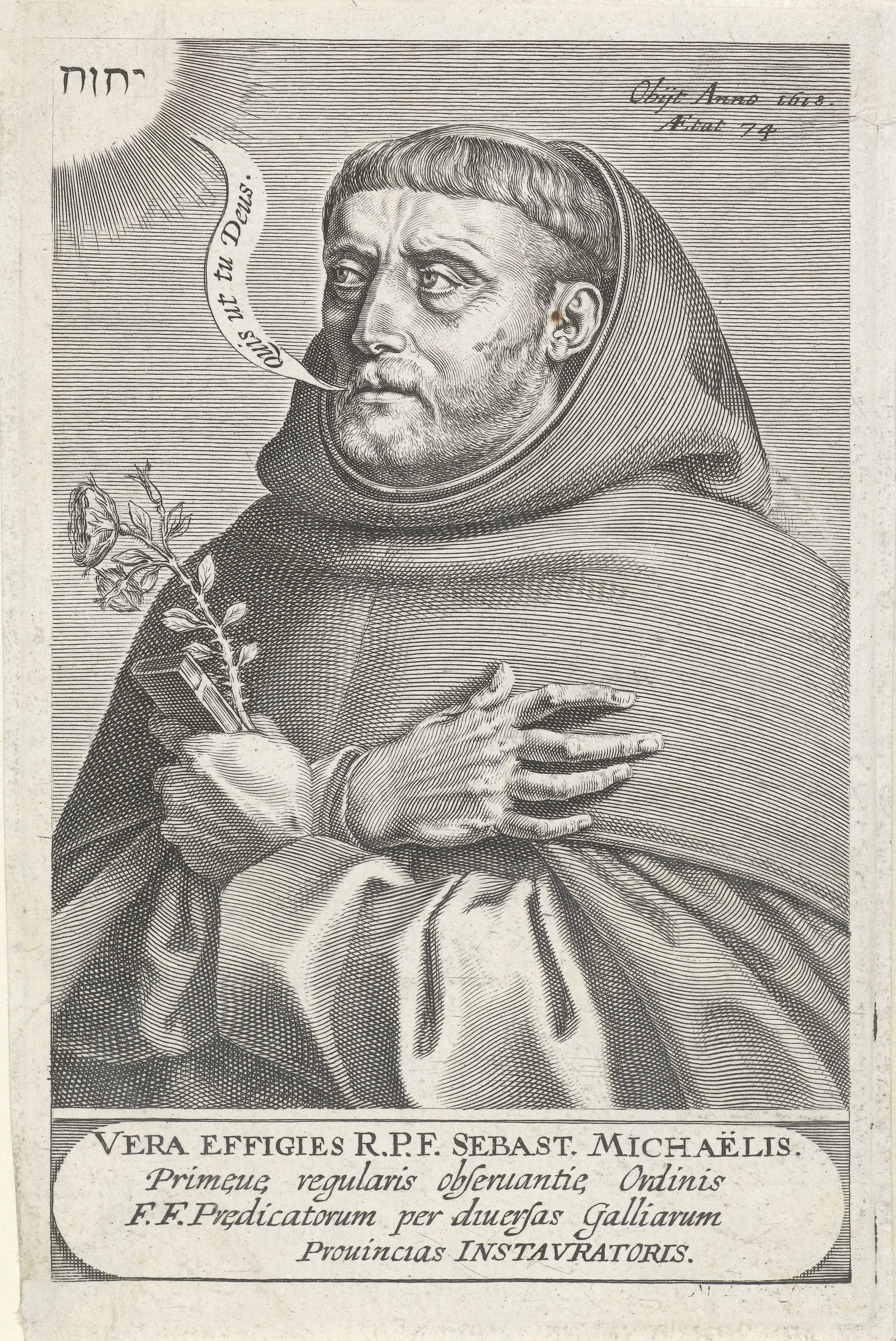
Sébastien Michaelis

セバスチャン・ミカエリス（Sebastian Michaelis, 生没年不詳）は、17世紀のフランスの宗教家。
エクソシストとして名をはせた人物である。天使の階級にたいして9の階級に分類される「悪魔の階級」というものを発表したことでも知られる。エクサン＝プロヴァンスの修道女（Axi-en‐p-rovence　Nuns）などで有名なイエズス会の大審問官。
エクサン＝プロヴァンスに於いて、当時16～17歳の修道女マドレーヌ・ド・ドマンドルに憑いた悪魔を当時のフランスの審問官セバスチャン・ミカエリスが悪魔払いによって地獄へ送り返した。（マドレーヌの名前は、マドレーヌ・ド・ドマンドル、若しくはマドレーヌ・ド・ラ・パリュとされている）

## 経歴

### マドレーヌ・ド・ドマンドル
1605年、マドレーヌ12歳のときにエクサン＝プロヴァンスに新しく出来たウルスラ女子修道女に入るが、約2年後酷い抑鬱状態になりマルセイユの両親の元に送り返された。しかし、家族と親交のあったルイ・ゴーフリディー神父との出会いによって快方に向かった。
1606年頃、マドレーヌが14歳になる頃、ドマンドル（またはドマンドワ）家へ足繁く通うゴーフリディー神父（34歳）と恋に落ちたという。家族が外出中に1時間半に亘って2人一緒にいたという噂が流れた。ウルスラ女子修道院の院長カトリーヌ・ド・ゴーメは、ドマンドル夫婦に娘について話した。
　
同年、ドマンドル夫人は「司祭は彼女の一番大事な薔薇を盗んで行きました」と告白した。（マドレーヌが母に告白したという話もある）カトリーヌ院長はゴーフリディー神父に密通の危険を注意した。（17世紀の聖職者の間では、不道徳（密通）は現代の我々が考える程非道なものと考えられていなかったため、酷聞にはならなかった。）
1607年、マドレーヌは修練女として遠隔のエクスのある修道院に送られた。
1608年から09年、16歳から17歳になっていたマドレーヌはここで重度の痙攣を伴う発作を起こし、悪魔の幻覚を見るようになった。1609年のクリスマス直前の懺悔の最中に、彼女は十字架を打ち砕いていたという（12月24日という話もある）。老ロメロン神父は悪魔払いを行うことを決定したが成功しなかった。また、マドレーヌの症状は他の3人の修道女にも感染し、痙攣し、言葉を失い、嚥下することが出来なくなっていた。
1610年、復活祭の日ロメロン神父ともう一人の神父（司祭）が、マドレーヌの症状に対してゴーフリディー神父に警告を発し、同年6月には神父が彼女になにをしたかを審問した。ゴーフリディー神父は性的関係を否定したが、悪魔払いによって彼は神を否定し、マドレーヌに使い魔として「緑の悪魔」を送ったこと、13歳のときに彼女と性交していたことを述べた。（後に9歳のときからだと言ったという）そして神父は「お前が許して呉れたことを楽しませて貰う代わりに、特別の粉から作った飲み物をやろう。これを使えば、お前が産む俺の子供は俺に似ても似付かなくなる。誰も俺が悪さを為ているとは思わないとい訳さ」もっとも、この証言だけでなく、神父のマドレーヌに対する証言は当時の異端裁判に因って言わされたものであり、彼は全くの無実であっただろう。
同年、ロミロン神父はマドレーヌの悪魔払いを続けたが、後に5人の修道女にも症状が感染した。（其の内1人、ルイーズ・カポー（或いはカペル）尼は自分よりも裕福で注目を浴びているマドレーヌに対しての嫉妬が、彼女の悪魔払いの微候に対抗しようとしたものと考えられる）

### 大審問官セバスチャン・ミカエリス
最後に、この2人の少女をアヴィヨンの著名な大審問官セバスチャン・ミカエリスの許へ連れて行った。1度目に聖マグダラのマリアの祠堂の前で行った悪魔払いは上手くいかず、次にサンニ・マクシマン修道院の祓魔師ドミニコ会士のフランソワ・ドンプティウスの許へ連れて行き治療を受けさせた。ここでルイーズに憑いた悪魔（ヴェリン、グレシル、ソンニロン）低く唸るようにマドレーヌ尼には「ベルゼバブ、レヴィアタン、バルベリト、アスモデウス、アスタロート、そして其れ以外の6661匹の悪魔が取り憑いている」と嘲罵した。マドレーヌは其れの答えて「口を大きく開け、唸り、叫んで」罵倒した。

## 著作
1612年に著書『驚嘆すべき憑依の物語』で修道女マドレーヌに憑依したバルベリトから聞き出したとの触れ込みで悪魔の階級を発表している。